# Ruisseau de Caussels
Le ruisseau de Caussels est une rivière du sud de la France, dans le département du Tarn, en région Occitanie. C'est un affluent gauche direct du Tarn, donc un sous-affluent de la Garonne.

## Géographie
De 17,9 km de longueur, le ruisseau de Caussels prend sa source commune de Villefranche-d'Albigeois sous le nom Ruisseau de Lèzert, à 401 m d'altitude. 
Il jette dans le Tarn en rive gauche en plein centre d'Albi, à 149 m d'altitude, près du pont du 22 août 1944 sous le nom de ruisseau de Caussels.

### Communes et cantons traversés
Dans le seul département du Tarn, le ruisseau de Caussels traverse les six communes suivantes, de l'amont vers l'aval, de Villefranche-d'Albigeois (source), Bellegarde-Marsal, Mouzieys-Teulet, Cambon, Fréjairolles, Albi (confluence).
Soit en termes de cantons, le Caussels prend source dans le canton du Haut Dadou, traverse le canton de Saint-Juéry, conflue dans le canton d'Albi-3, le tout dans l'arrondissement d'Albi.

### Bassin versant
Le caussels traverse une seule zone hydrographique Le Caussels (O391) de 62 km2 de superficie. Ce bassin versant est constitué à 80,84 % de « territoires agricoles », à 14,52 % de « territoires artificialisés », à 4,65 % de « forêtsd et milieux semi-naturels », à 0,06 % de « surfaces en eau ».

## Affluents
Le ruisseau de Caussels a treize tronçons affluents référencés dont :
- Ray de la Valette (rg), 2,4 km
- Ruisseau des Infernats (rd), 4,6 km
- Ruisseau de Tabournie (rg), 5,9 km
- Ruisseau de Planquetorte (rg), 6 km
- Ruisseau de Falcou (rg), 4 km
- Ruisseau de Jauzou (rg), 10,7 km de rang de Strahler trois[3]

Donc son rang de Strahler est de quatre.